# Iluminado (álbum de Dominguinhos)
Iluminado Dominguinhos, é um álbum CD/DVD do músico brasileiro Dominguinhos, projeto criado e produzido pelo maestro Zé Américo Bastos.
O álbum, lançado em CD e DVD, e que contou com o apoio do Ministério da Cultura, foi gravado ao vivo no Teatro de Arena da Caixa Cultural, no Rio de Janeiro (RJ). Ele é composto de um repertório quase todo instrumental da carreira do Dominguinhos, e conta com a participação de grande músicos como: Wagner Tiso, Waldonis, Arthur Maia, Gilson Peranzzeta, Lucio Vieira, Yamandú Costa, Gilberto Gil e Elba Ramalho.
Em 2012, o álbum foi agraciado com um Grammy Latino, na categoria Melhor Álbum de Raiz Brasileiro.

## Faixas
1. Princesinha do choro (Dominguinhos)
2. Lamento sertanejo (Dominguinhos/Gilberto Gil)
3. Homenagem a Jackson do Pandeiro (Dominguinhos)
4. Quebra quenga (Dominguinhos/Anastacia)
5. Ô xente (Dominguinhos/Anastacia)
6. Noites sergipanas (Dominguinhos)
7. Homenagem a Chiquinho do Acordeon (Dominguinhos/Guadalupe)
8. Fuga para o nordeste (Dominguinhos)
9. Te cuida jacaré (Dominguinhos)
10. Ilusão nada mais (Dominguinhos/Fausto nilo)
11. Chorinho pro Miudinho (Dominguinhos) / Niilopolitano (Dominguinhos)
12. Forró em Rolândia (Dominguinhos) / Ié? / Guadá e Liv no forró(Dominguinhos/Guadalupe)
13. Zé Pequeno você é grande (Dominguinhos)
14. Toque de pife (Dominguinhos) / Forró em Lagoa da Canoa(Dominguinhos/Anastacia)
15. Tenho sede (Anastacia/Dominguinhos)
16. Eu só quero um xodó (Dominguinhos/Anastacia)
17. De volta pro aconchego (Dominguinhos/Nando Cordel)
18. de abril (Dominguinhos)
19. Isso aqui está muito bom (Dominguinhos/Nando Cordel) / Pedras que cantam(Dominguinhos/Fausto Nilo)